# لاري ساندرز
لاري ساندرز (بالإنجليزية: L.V.)‏ (ولد في 2 يناير 1956[بحاجة لمصدر] جنوب لوس أنجلوس في لوس أنجلوس) يعرف فنيا باسم إل في (وهي الأحرف الأولى من "Large Variety" «مجموعة كبيرة ومتنوعة») هو مغني آر أند بي أمريكي. أصدر ألبومين منفردين. كان عضوا في فرقة كارتل سوت سنترال المعروفة براب العصابات.
اشتهر بعدد كبير من التعاونات الغنائية أبرزها تعاونه على أغنية جنة العصابات مع مغني الراب الأمريكي كوليو والتي استعملت كموسيقى تصويرية لفيلم عقول خطرة، حاصدة عدة جوائز موسيقية عالمية.

## أعماله

### ألبومات
| سنة  | عنوان                     | رسم بياني   | رسم بياني                              |
| سنة  | عنوان                     | Heatseekers | أفضل ألبومات الهيب هوب/آر أند بي معاصر |
| ---- | ------------------------- | ----------- | -------------------------------------- |
| 1996 | أنا إل في                 | -           | #100                                   |
| 2000 | How Long                  | #33         | #59                                    |
| 2010 | Hustla 4 Life             | -           | -                                      |
| 2012 | Still L.V (Japan Release) | -           | -                                      |

### أغاني منفردة
| 1995                                                          | "Throw Your Hands Up"              | 63 | 42 | 5  | 46 | 47 | 24 | I Am L.V. |
| 1996                                                          | "أنا إل في."                       | —  | 87 | 42 | —  | —  | 64 | I Am L.V. |
| 2000                                                          | "Everyday Hustler" (US promo)      | —  | —  | —  | —  | —  | —  | How Long  |
| 2000                                                          | "How Long" (US promo)              | —  | —  | —  | —  | —  | —  | How Long  |
| 2000                                                          | "Woman's Gotta Have It" (US promo) | —  | —  | —  | —  | —  | —  | How Long  |
| "—" denotes releases that did not chart or were not released. |                                    |    |    |    |    |    |    |           |

### تعاونات غنائية
- 2002 : L.V. & Prodeje - The Playground
- 2008 : L.V. & Prodeje - Hood Affiliated

## روابط خارجية
- لاري ساندرز على موقع ميوزك برينز (الإنجليزية)
- لاري ساندرز على موقع أول ميوزيك (الإنجليزية)
- لاري ساندرز على موقع أول ميوزيك (الإنجليزية)
- لاري ساندرز على موقع ديسكوغز (الإنجليزية)
- لاري ساندرز على موقع ديسكوغز (الإنجليزية)